# Lista de prefeitos de Mauá
Esta é a lista de prefeitos e vice-prefeitos do município de Mauá, estado brasileiro de São Paulo.
O prédio da Prefeitura chama-se Paço Municipal Irineu Evangelista de Souza, inaugurado em 9 de abril de 1976.
O cargo de prefeito foi criado em 11 de abril de 1835, pela assembleia provincial paulista, em reação aos amplos poderes conferidos pelo Código de Processo Criminal de 1832 às câmaras municipais. Seguiram o exemplo paulista seis províncias do nordeste brasileiro (Alagoas, Ceará, Maranhão, Paraíba, Pernambuco e Sergipe).
Sob a vigente ordem constitucional, essa designação é dada ao funcionário público do Poder Executivo municipal, que exerce seu cargo em função de uma legislatura (mandato), sendo para tanto eleito a cada quatro anos, podendo ser reeleito por mais 4 anos (segundo mandato).
Funções
O poder executivo municipal chefia a administração e comanda os serviços públicos, tendo como comandante o prefeito.
A partir da constituição brasileira de 1934, o cargo de prefeito passou a ser o único, em todo o Brasil, ao qual estão atribuídas as funções de chefe do poder executivo do governo local, em simetria aos chefes dos executivos da União e do estado, portanto, em forma monocrática. Este texto quer dizer que deverá haver harmonia e integração de ação entre as esferas envolvidas sem a intervenção de uma na outra, exceto nos casos previstos na Constituição Federal.
Eleições
O prefeito é eleito por sufrágio universal, secreto, direto, em pleito simultâneo em todo o País, realizado a cada quatro anos, no primeiro domingo de outubro.
E trinta dias após tem lugar o segundo turno, se o eleito em primeiro lugar não atingir 50% dos votos válidos mais um voto, no caso de municípios com mais de duzentos mil eleitores.
Conforme a legislação eleitoral atual no Brasil para tornar-se elegível, exige-se uma série de requisitos;
- Possuir nacionalidade brasileira ou portuguesa (neste caso, o cidadão português deve se encontrar amparado pelo Estatuto de Igualdade entre Portugueses e Brasileiros),
- Título de eleitor em dia e estar em gozo pleno do exercício dos direitos políticos,
- Domicilio eleitoral na circunscrição na qual o candidato se apresenta,
- Filiação partidária,
- Ser alfabetizado (tópico invalidado pela atual constituição brasileira de 1988),
- Desincompatibilização de cargo público — Se ocupa um cargo público deve sair seis meses antes das eleições e voltar caso possa só após seis meses ao pleito eleitoral,
- Renúncia de outro mandado até seis meses antes do pleito e não ser parente afim ou consangüíneo, até segundo grau, ou cônjuge de titular de cargo eletivo; pode, entretanto, ser candidato à reeleição (artigo 14 da Constituição),
- Ter idade mínima de 21 anos.

| N.º  | Prefeito (a)           | Imagem                               | Partido                                          | Partido                                          | Vice-prefeito (a)              | Partido                                          | Partido                                          | Início do mandato                                                              | Fim do mandato         | Notas e Referências                                                                                    |
| ---- | ---------------------- | ------------------------------------ | ------------------------------------------------ | ------------------------------------------------ | ------------------------------ | ------------------------------------------------ | ------------------------------------------------ | ------------------------------------------------------------------------------ | ---------------------- | --- |
| 1.º  | Ennio Brancalion       |                                      |                                                  | Partido Trabalhista Brasileiro PTB               | Élio Bernardi                  |                                                  | Partido Trabalhista Brasileiro PTB               | 1.º de janeiro de 1955                                                         | 31 de dezembro de 1958 | Prefeito e vice eleitos em sufrágio universal                                                          |
| 2.º  | Élio Bernardi          |                                      |                                                  | Partido Trabalhista Brasileiro PTB               | Guilherme Primo Vidotto        |                                                  | Partido Social Democrático PSD                   | 1.º de janeiro de 1959                                                         | 3 de setembro de 1962  | Prefeito e vice eleitos em sufrágio universal dos quais renunciaram de seus cargos                     |
| 3.º  | Amélio Zuliani         |                                      |                                                  | Partido Trabalhista Brasileiro PTB               | Cargo Vago                     |                                                  |                                                  | 4 de setembro de 1962                                                          | 31 de dezembro de 1962 | Presidente da Câmara Municipal                                                                         |
| 4.º  | Edgard Grecco          |                                      |                                                  | Partido Trabalhista Brasileiro PTB               | José Mauro Lacava              |                                                  | Partido Trabalhista Nacional PTN                 | 1.º de janeiro de 1963                                                         | 16 de setembro de 1965 | Prefeito e vice eleitos em sufrágio universal cujo titular fora cassado pela Câmara                    |
| 5.º  | José Mauro Lacava      |                                      |                                                  | Partido Democrata Cristão PDC                    | Cargo Vago                     |                                                  |                                                  | 17 de setembro de 1965                                                         | 31 de dezembro de 1966 | Vice-prefeito eleito no cargo de Prefeito                                                              |
| 6.º  | Élio Bernardi          |                                      |                                                  | Aliança Renovadora Nacional ARENA                | Américo Perrella               |                                                  | Aliança Renovadora Nacional ARENA                | 1.º de janeiro de 1967                                                         | 31 de janeiro de 1970  | Prefeito e vice eleitos em sufrágio universal                                                          |
| 7.º  | Américo Perrella       |                                      |                                                  | Aliança Renovadora Nacional ARENA                | Leonel Damo                    |                                                  | Aliança Renovadora Nacional ARENA                | 1.º de fevereiro de 1970                                                       | 31 de janeiro de 1973  | Prefeito e vice eleitos em sufrágio universal                                                          |
| 8.º  | Amaury Fioravanti      |                                      |                                                  | Movimento Democrático Brasileiro MDB             | Manoel Moreira                 |                                                  | Movimento Democrático Brasileiro MDB             | 1.º de fevereiro de 1973                                                       | 31 de janeiro de 1977  | Prefeito e vice eleitos em sufrágio universal                                                          |
| 9.º  | Dorival Resende        |                                      |                                                  | Movimento Democrático Brasileiro MDB             | Éden Brasil da Paz             |                                                  | Movimento Democrático Brasileiro MDB             | 1.º de fevereiro de 1977                                                       | 31 de janeiro de 1983  | Prefeito e vice eleitos em sufrágio universal                                                          |
| 9.º  | Dorival Resende        |                                      | Partido do Movimento Democrático Brasileiro PMDB |                                                  | Éden Brasil da Paz             | Partido do Movimento Democrático Brasileiro PMDB |                                                  | 1.º de fevereiro de 1977                                                       | 31 de janeiro de 1983  | Prefeito e vice eleitos em sufrágio universal                                                          |
| 10.º | Leonel Damo            |                                      |                                                  | Partido do Movimento Democrático Brasileiro PMDB | Manoel Moreira                 |                                                  | Partido do Movimento Democrático Brasileiro PMDB | 1.º de fevereiro de 1983                                                       | 31 de dezembro de 1988 | Prefeito e vice eleitos em sufrágio universal                                                          |
| 11.º | Amaury Fioravanti      |                                      |                                                  | Partido Liberal PL                               | Hélio Fioravanti Agnello       |                                                  | Partido Liberal PL                               | 1.º de janeiro de 1989                                                         | 31 de dezembro de 1992 | Prefeito e vice eleitos em sufrágio universal.                                                         |
| 12.º | José Carlos Grecco     |                                      |                                                  | Partido do Movimento Democrático Brasileiro PMDB | Leonel Damo                    |                                                  | Partido do Movimento Democrático Brasileiro PMDB | 1.º de janeiro de 1993                                                         | 31 de dezembro de 1996 | Prefeito e vice eleitos em sufrágio universal.                                                         |
| 12.º | José Carlos Grecco     |                                      | Partido da Social Democracia Brasileira PSDB     |                                                  | Leonel Damo                    | Partido da Social Democracia Brasileira PSDB     |                                                  | 1.º de janeiro de 1993                                                         | 31 de dezembro de 1996 | Prefeito e vice eleitos em sufrágio universal.                                                         |
| 13.º | Oswaldo Dias           | Oswaldo Dias em Mauá, abril de 2018. |                                                  | Partido dos Trabalhadores PT                     | Márcio Chaves Pires            |                                                  | Partido dos Trabalhadores PT                     | 1º de janeiro de 1997                                                          | 31 de dezembro de 2000 | Prefeito e vice eleitos em sufrágio universal.                                                         |
| 13.º | Oswaldo Dias           | Oswaldo Dias em Mauá, abril de 2018. | 1º de janeiro de 2001                            | Partido dos Trabalhadores PT                     | Márcio Chaves Pires            | 31 de dezembro de 2004                           | Partido dos Trabalhadores PT                     | Prefeito e vice reeleitos em sufrágio universal.                               |                        | |
| 14.º | Diniz Lopes dos Santos |                                      |                                                  | Partido Liberal PL                               | Cargo Vago                     |                                                  |                                                  | 1º de janeiro de 2005                                                          | 6 de dezembro de 2005  | Prefeito interino eleito por eleição indireta da Câmara.                                               |
| 15.º | Leonel Damo            |                                      |                                                  | Partido Verde PV                                 | Leni Mariano Walendy           |                                                  | Partido da Social Democracia Brasileira PSDB     | 7 de dezembro de 2005                                                          | 31 de dezembro de 2008 | Prefeito e vice eleitos em sufrágio universal                                                          |
| 16.º | Oswaldo Dias           | Oswaldo Dias em Mauá, abril de 2018. |                                                  | Partido dos Trabalhadores PT                     | Paulo Eugênio Pereira Júnior   |                                                  | Partido dos Trabalhadores PT                     | 1.º de janeiro de 2009                                                         | 31 de dezembro de 2012 | Prefeito e vice eleitos em sufrágio universal                                                          |
| 17.º | Donisete Braga         |                                      |                                                  | Partido dos Trabalhadores PT                     | Helcio Antonio da Silva        |                                                  | Partido dos Trabalhadores PT                     | 1.º de janeiro de 2013                                                         | 11 de dezembro de 2013 | Prefeito e vice eleitos em sufrágio universal.                                                         |
| 17.º | Donisete Braga         | Cargo Vago                           |                                                  | Partido dos Trabalhadores PT                     |                                | 12 de dezembro de 2013                           | 31 de dezembro de 2016                           | Vice-prefeito eleito renunciou ao cargo para assumir vaga de Deputado Federal. |                        | |
| 18.º | Átila Jacomussi        |                                      |                                                  | Partido Socialista Brasileiro PSB                | Alaíde Doratioto Damo          |                                                  | Movimento Democrático Brasileiro MDB             | 1.º de janeiro de 2017                                                         | 18 de abril de 2019    | Prefeito e vice eleitos em sufrágio universal, titular teve mandato cassado pela Câmara de Vereadores. |
| 19.ª | Alaíde Doratioto Damo  | Alaíde Damo                          |                                                  | Movimento Democrático Brasileiro MDB             | Cargo Vago                     |                                                  |                                                  | 19 de abril de 2019                                                            | 9 de setembro de 2019  | Vice-prefeita eleita diplomada no cargo de titular.                                                    |
| 20.º | Átila Jacomussi        |                                      |                                                  | Partido Socialista Brasileiro PSB                | Alaíde Doratioto Damo          |                                                  | Movimento Democrático Brasileiro MDB             | 10 de setembro de 2019                                                         | 31 de dezembro de 2020 | Prefeito cassado reconduzido ao cargo, após decisão do TJ-SP.                                          |
| 21.º | Marcelo Oliveira       |                                      |                                                  | Partido dos Trabalhadores PT                     | Celma Maria de Oliveira Dias   |                                                  | Partido dos Trabalhadores PT                     | 1.º de janeiro de 2021                                                         | 31 de dezembro de 2024 | Prefeito e vice eleitos em sufrágio universal.                                                         |
| 21.º | Marcelo Oliveira       | Juiz João                            |                                                  | Partido dos Trabalhadores PT                     | Partido Social Democrático PSD | 1.º de janeiro de 2025                           | atualidade                                       | Prefeito reeleito e vice eleito em sufrágio universal.                         |                        | |